# Melanotus burakowskii
Melanotus burakowskii là một loài bọ cánh cứng trong họ Elateridae. Loài này được Buchholz & Dolin miêu tả khoa học năm 1989.